# Историко-этнографический музей села Хыналыг
Историко-этнографический музей села Хыналыг (азерб. Xınalıq tarix-etnoqrafiya muzeyi) — основан в 2001 году жителями села Хыналыг. Расположен в Губинском районе Азербайджана.

## История музея
Основателем историко-этнографического музея является житель села Хыналыг Халил-рахман Абдуррахман оглы Джаббаров. По его инициативе и при помощи всех жителей древнего села в музее были собраны редчайшие исторические экспонаты, археологические и этнографические материалы, в том числе ковры и килимы, различная домашняя утварь, глиняная и керамическая посуда, каменные книги и многое другое.
Самой интересной экспозицией музея являются редкие рукописные книги, относящиеся к XV—XX векам, которые свидетельствуют о том, что прошлое села было тесно связано с наукой.

## Характеристика музея
Музей состоит из 2 залов. Площадь музея составляет 160 м2. Здание, в котором расположен музей, напоминает историческую крепость. При входе в музей выставлены произведения азербайджанского поэта, выходца села Хыналыг Рагима Алхаса.

## Хыналыгский атешгях
Примерно в 5 км к западу от села, на высоте ~3000 м над уровнем моря, на отроге горы Шахдаг у подножия скалы Гызыл-гая расположен атешгях – зороастрийский храм огня с естественным пламенем. Храм был восстановлен в 2016 году на месте прежних руин усилиями World Zoroastrian Organisation и Министерства культуры и туризма Азербайджана. Памятник внесён в реестр исторических и культурных памятников Азербайджана под номером 4647.
О существовании в высокогорьях этой части Кавказа культовых сооружений, в основе которых присутствует зороастризм, неоднократно упоминают различные авторы. Расположение хыналыгского атешгяха на высоте около 3 км над уровнем моря делает его высочайшим зороастрийским храмом огня в мире.
Путешественник XVII века Адам Олеарий пишет:
«...Эльбурс есть часть Кавказских гор, в области Табесеран, граничащей с Грузией, и высоты его очень хорошо видны с описанных сейчас гор. На этом Эльбурсе персы некогда держали свой неугасаемый огонь и поклонялись там ему; но теперь этого огня и его поклонников нет…, они удалились оттуда в Индию...» 
Как следует из описания и карты, которую прилагает Олеарий, Эльбурсом он называл гору Шахдаг, и соответственно, речь идёт о естественных огнях, расположенных на её отрогах.
Священнослужитель Макар Бархударянц в 1893 г. приводит сведения о храмах огня, в числе которых упоминается и хыналыгский:
«…багин (храм) был построен в Кубинском уезде близ села Хыналык у вулкана под названием Атешгях, где на древних остатках пришельцами из Индии были сооружены разные постройки».